# Ядвіґув (Плоцький повіт)
Ядвіґув (пол. Jadwigów) — село в Польщі, у гміні Гомбін Плоцького повіту Мазовецького воєводства.
Населення — 116 осіб (2011).
У 1975-1998 роках село належало до Плоцького воєводства.

## Демографія
Демографічна структура станом на 31 березня 2011 року:
|          | Загалом | Допрацездатний вік | Працездатний вік | Постпрацездатний вік |
| -------- | ------- | ------------------ | ---------------- | -------------------- |
| Чоловіки | 65      | 16                 | 40               | 9                    |
| Жінки    | 51      | 11                 | 32               | 8                    |
| Разом    | 116     | 27                 | 72               | 17                   |